# Milorad Vukojičić
Milorad Vukojičić (1917. – 1945.), zvani pop Maca (umanjenica od “macola”) ili pop Koljač, je bio crnogorski pop SPC, vođa četničke crne trojke u Drugom svjetskom ratu. Nakon rata je osuđen na smrt i pogubljen. Proglašen je za sveca Srpske pravoslavne crkve 2005. godine.

## Životopis
Milorad Vukojičić rođen je 1917. godine u Pljevljima. Nakon Bogoslovije u Sarajevu postao je pop 1940. godine. 
U Drugom svjetskom ratu je bio pripadnik četničkih snaga, koje su bile u službi snaga osovine, prvo fašističke Italije, a potom nacističke Njemačke. Po svjedočenjima, pop Milorad Vukojičić je bio egzekutor četničke crne trojke koja je klala i ubijala civile u Pljevljima, često žene i djecu, obitelji partizanskih boraca. Noću, između 6. i 7. travnja 1944. godine Vukojičićeva "crna trojka" krenula je u pohod uhićenja žena partizana i simpatizera pokreta otpora. Tada su uhićene Zora Karamatijević, Ljubica Stojkanović, Savka Matović, Milica Janketić i Mileva Žugić, priča sin jedne od žrtava. Zajedno s ostalim ženama tada je ubijena i majka poznatog glumca Miše Janketića, Milica. Ipak, navodi se da su najveći zločini počinjeni u ožujku i travnju 1944. godine kada je ubijeno više osoba. U to doba je u okupiranim Pljevljima bila njemačka uprava.
Optužen je za sudjelovanje u teškim zločinima nad stanovništvom u Pljevljima 1943. i 1944. godine, te ga je 1945. osudio i strijeljao Vojni sud komande u Beranama.

## Kanonizacija
Srpska pravoslavna crkva ga je proglasila za sveca 2005. godine u manastiru Žitomislić u Hercegovini, unatoč prosvjedima žitelja Pljevalja koji su tvrdili da je ratni zločinac. Uz Vukojičića je istodobno za sveštenomučenika proglašen i Slobodan Šiljak, koji je također po mnogim svjedočenjima okrvavio ruke krvlju nevinih. Glumac Mihajlo Janketić, čija je majka zaklana, taj je čin nazvao "amoralnim" (izv. srp.: "To što je učinila Srpska pravoslavna crkva je toliko amoralan čin da neću da učestvujem u čitavoj ovoj stvari čak ni kao protivnik"). Miodrag Stamenić iz Pljevalja prosvjedovao je zbog kanonizacije Milorada Vukojičića, za koga tvrdi da mu je u Drugom svjetskom ratu ubio članove obitelji: djeda Dika Stamenića, baku Jule i oca Ljuba, 1944. godine u Pljevljima.